# Nationell revolution
Nationell revolution är ett politiskt koncept inom högerextremismen från 1970-talet, innebärande ett krossande av den enligt dem "borgerliga" staten, likvidering av etablissemanget och uppbyggandet av en ny statsapparat baserad på nationell solidaritet, rasmedvetande, repatriering av "rasfrämlingar" och en statsledning baserad på ett alternativ till parlamentarisk demokrati.